# جهانگیر آموزگار
جهانگیر آموزگار (۲۳ دی ۱۲۹۸ – ۲۷ دی ۱۳۹۶) وزیر اقتصاد، نماینده مجلس شورای ملی، عضو هیئت اجرایی صندوق بین‌المللی پول، نویسنده و اقتصاددان ایرانی بود.

## زندگی‌نامه
او فرزند بزرگ حبیب‌الله آموزگار و برادر بزرگ‌تر جمشید آموزگار بود. تحصیلات دبیرستانی خود را در تهران انجام داد و در دانشگاه تهران اقتصاد خواند. پس از مدتی کار در شهرداری تهران و وزارت دارایی، به آمریکا رفت و در دانشگاه کالیفرنیا، لس‌آنجلس فوق لیسانس و دکتری گرفت. مدتی در همان دانشگاه به تدریس پرداخت.
در سال ۱۳۳۵ به ایران بازگشت و در ۱۳۴۰ در کابینه علی امینی به وزارت دارایی منصوب شد.
وی کمی پیش از سقوط کابینهٔ اقبال به ایران آمد. همان ابتدا در انتخابات مجلس بیستم شورای ملی از حوزهٔ انتخابیه نی‌ریز و اصطهبانات فارس به عنوان نامزد حزب ملیون انتخاب شد. این در حالی بود که حتی خودش هم از این انتخاب شگفت‌زده شده بود چون او اصلاً نامزد نشده بود. او صراحتاً گفته بود که نمی‌خواهد در ایران وقت خود را تلف کند چون در آمریکا، استاد دانشگاه است و درآمد کافی دارد. او در واقع برای تحقیق پیرامون هزینه‌کرد کمک‌های اصل چهارم ترومن به ایران آمده بود. نتیجه تحقیقات وی نشان می‌داد که این کمک‌ها در جای مناسب هزینه نشده‌اند و مردم را راضی نکرده‌اند.
پس از آن به آمریکا رفت و عضو هیئت اجرایی صندوق بین‌المللی پول شد.آموزگار و همسرش النور در سال ۲۰۱۱ با اهدای مبلغی صندوق هنر معاصر ایران النور و جهانگیر آموزگار را در نگارخانه هنر فریر مؤسسه اسمیتسونین بنیان نهادند.
جهانگیر آموزگار سرانجام در روز چهارشنبه ۲۷ دی ۱۳۹۶ پس از ۹۸ سال و ۴ روز زندگی درگذشت.

## آثار[۸]
- مدیریت ثروت نفتی
- پویائی انقلاب ایران: فراز و فرود دودمان پهلوی
- اقتصاد ایران در دوران جمهوری اسلامی
- جمهوری اسلامی ایران: تأملاتی دربارهٔ یک اقتصاد نوپا
- مقالاتی در نشریه فارین افیرز
- The Dynamics of the Iranian Revolution: The Pahlavis' Triumph and Tragedy. شابک ‎۰−۷۹۱۴−۰۷۳۲−۲.
- Amuzegar, Jahangir (October 2014). The Islamic Republic of Iran: Reflections on an Emerging Economy. New York, USA: Routledge. ISBN 978-1-85743-748-5.{{cite book}}:  نگهداری CS1: پست اسکریپت (link)